# سيلفيو بيريرا
وإسمه الكامل سيليفيو مانويل دي أزيفيدو فيريرا سا بيريرا (بالبرتغالية: Sílvio Manuel de Azevedo Ferreira Sá Pereira‏) وهو لاعب كرة قدم برتغالي في مركز الدفاع ولد في يوم 28 سبتمبر 1987 في مدينة لشبونة عاصمة البرتغال ويبلغ طوله 178 سم وهو يلعب حاليا مع نادي بنفيكا في البرتغال، كما سبق له اللعب مع ديبورتيفو لاكورونيا وأتلتيكو مدريد في إسبانيا ولعب مع سبورتينغ براغا و مع نادي ريو أفي و مع نادي أوديلفاس ومع نادي أتلتيكو كاسم في البرتغال، كما أنه لعب مباريات دولية مع منتخب البرتغال لكرة القدم في 2010 ويبلغ طوله 178 سم.

## روابط خارجية
- سيلفيو بيريرا على موقع الاتحاد الأوربي (الإنجليزية)
- سيلفيو بيريرا على موقع قاعدة بيانات كرة القدم.إي يو (الإنجليزية)
- سيلفيو بيريرا على موقع بيانات كرة القدم. دي إي (الألمانية)
- سيلفيو بيريرا على موقع ناشيونال فوتبول تيمز (الإنجليزية)
- سيلفيو بيريرا على موقع Soccerbase.com (لاعب) (الإنجليزية)
- سيلفيو بيريرا على موقع Soccerway.com (الإنجليزية)
- سيلفيو بيريرا على موقع عالم كرة القدم.نت (الإنجليزية)
- سيلفيو بيريرا على موقع AS.com (الإسبانية)